# Formica aerata
Formica aerata es una especie de hormiga del género Formica, tribu Formicini. Fue descrita científicamente por Francoeur en 1973.
Se distribuye por los Estados Unidos. Se ha encontrado a elevaciones de hasta 2140 metros. Vive en microhábitats como rocas muy cerca de la orilla de ríos y en el suelo.